# Station Podkowa Leśna Zachodnia
Station Podkowa Leśna Zachodnia is een spoorwegstation in de Poolse plaats Podkowa Leśna.